# سکره (سوریه)
سَکره (عربی: سکرة) شهری در استان حمص و خاور شهر حمص است و در لبهٔ باختری بیابان سوریه قرار دارد. بر پایه آمارهای سال ۲۰۰۴ جمعیت این شهر ۲٬۱۵۵ نفر است.